# Giacăș
Giacăș – wieś w Rumunii, w okręgu Sybin, w gminie Alma. W 2011 roku liczyła 242 mieszkańców.